# Koriandrar
Koriandrar (Coriandrum) är ett släkte i familjen flockblommiga växter.

## Arter
Släktet har två accepterade arter:
- Coriandrum sativum (koriander)
- Coriandrum tordylium